# Crematogaster batesi
Crematogaster batesi är en myrart som beskrevs av Auguste-Henri Forel 1911. Crematogaster batesi ingår i släktet Crematogaster och familjen myror. Inga underarter finns listade i Catalogue of Life.